# Regla monàstica
Les regles monàstiques són les regles per les quals es regeixen els ordes monàstics (monàstic fa referència al monacat, la condició dels monjos i els seus monestirs històricament fundats al desert, en entorns allunyats del món), però també altres ordes religiosos com els ordes conventuals o ordes mendicants (les dels frares i els seus convents, històricament fundats en entorns urbans, amb major o menor grau de cloenda), i en general s'utilitzen en l'anomenada vida consagrada i en les institucions del clergat regular. Les regles més difoses són:
- Regla de Sant Agustí, regla augustiniana o regla agustina, de Sant Agustí (segle IV-V). Utilitzada per l'Orde de Sant Agustí i moltes altres, com els ordes militars.
- Regla de Sant Benet o regla benedictina, de Sant Benet de Núrsia (segle vi). Utilitzada per l'Orde de Sant Benet (cluniacencs, cistercencs, etc.)[1]
- Consuetudines Cartusiae, regla cartoixana o regla dels cartoixans (1127), la regla de 80 capítols que va ser escrita per a l'Orde de la Cartoixa.
- Regla de Sant Francesc, regla franciscana o Regla dels Germans Menors, de Sant Francesc d'Assís (1223)[2] utilitzada per l'orde franciscà i altres.
- Vinaya-pitaka (Cistell de Disciplina (Monàstica)). Compost uns quatre-cents cinquanta-quatre anys després de la mort del Buda Sakyamuni. Utilitzat per tota la comunitat monacal budista (Sangha), especialment pel corrent Theravāda.

## Vots monàstics
Un aspecte essencial de les regles són els anomenats vots monàstics. Els més usuals són la tríada de pobresa, obediència i castedat , tot i que alguns ordes religiosos afegeixen algun altre, per exemple, a la Companyia de Jesús l'obediència especial al Papa (que va ser la raó esgrimida per a la seva dissolució prevista a la Constitució de la Segona República Espanyola de 1931), i en alguns casos el vot de silenci. El vot de secret dels Legionaris de Crist ha estat objecte d'una particular polèmica.

## Lemes
Resumir les regles en lemes produeix expressions lapidàries, com Ama et quod vis fac o, més pròpiament, Dilige, et quod vis fac ("estima i fes el que vulguis") de Sant Agustí o l'Ora et labora, de forma completa Ora et labora, Deus adest sine mora ("resa i treballa, Déu ajuda sense demora") de Sant Benet.